# إفرغرين بارك (إلينوي)
إفرغرين بارك (بالإنجليزية: Evergreen Park) هي قرية تقع في الولايات المتحدة في مقاطعة كوك، إلينوي. يقدر عدد سكانها بـ 19,852 نسمة .

## أعلام
- ديفيد باترسون
- إد فارمر
- ماهاليا جاكسون
- جيمس د. بروسناهن
- جيم دير
- تيرانس دبليو. غينر
- إيرني تيريل
- جون فاريل
- بوب كاربنتر